# Impatiens infirma
Impatiens infirma är en balsaminväxtart som beskrevs av Joseph Dalton Hooker. Impatiens infirma ingår i släktet balsaminer, och familjen balsaminväxter. Inga underarter finns listade i Catalogue of Life.